# Zaga latipennis
Zaga latipennis är en stekelart som beskrevs av Girault 1911. Zaga latipennis ingår i släktet Zaga och familjen hårstrimsteklar. Inga underarter finns listade i Catalogue of Life.